# Cousinia tscherneviae
Cousinia tscherneviae là một loài thực vật có hoa trong họ Cúc. Loài này được Berdyev mô tả khoa học đầu tiên năm 1970.